# Earl Rowe
Earl E. Rowe (* 21. August 1920 in den Vereinigten Staaten; † 1. Februar 2002 in Moorestown, New Jersey) war ein US-amerikanischer Schauspieler.
Während des Zweiten Weltkrieges diente Rowe in der Armee.
Nach dem Krieg begann Rowe mit der Schauspielerei. Er hatte kleinere Auftritte in vielen TV-Serien. So hatte er eine drei Jahre andauernde Rolle in NBCs Seifenoper The Doctors. Weitere TV-Auftritte hatte er in Gnadenlose Stadt, Kojak – Einsatz in Manhattan und Ryan’s Hope.
Seinen ersten bekannten Auftritt hatte er 1958 als Lt. Dave im Film Blob – Schrecken ohne Namen.
Rowe starb an der Parkinson-Krankheit.